# Crossoglossa fratrum
Crossoglossa fratrum är en orkidéart som först beskrevs av Rudolf Schlechter, och fick sitt nu gällande namn av Robert Louis Dressler och Dodson. Crossoglossa fratrum ingår i släktet Crossoglossa, och familjen orkidéer. Inga underarter finns listade i Catalogue of Life.